# Đorđo de Kiriko
Đorđo de Kiriko (ital. Giorgio de Chirico; 10. jul 1888 — 20. novembra 1978) bio je italijanski slikar.

## Biografija
Kiriko je rođen u Volosu. Nakon završetka studija u Atini i Firenci seli se u Nemačku u 1906, gde je upisao akademiju lepih umetnosti u Minhenu, tamo je čitao dela Ničea i Artura Šopenhauera, i proučavao rad Arnolda Broklina i Maksa Klingera. Posle 1910. seli se u Italiju.
Nakon što se puno selio po Evropi, i posle izbijanja Prvog svetskog rata vraća se u Italiju gde se pridružuje italijanskoj vojsci. Međutim, u vojsci je proglašen nedovoljno sposobnim za vojne dužnosti, zbog toga ga premeštaju u bolnicu u Feri. Godine 1915. de Kiriko je upoznao futuristu Karla Kara. Nastavio je da slika i 1918. premešten je u Rim, a takođe 1918. su njegova dela izlagana u Evropi.
Osnivač je metafizičke škole u slikarstvu. Najbolji deo svog slikarskog opusa stvorio je između 1909. i 1919, u svojoj metafizičkoj fazi, s motivima mirnih mediteranskih gradova punih svetla. Sledećih je godina definisao kanone metafizičkog slikarstva, a njegova su razmatranja objavljena u časopisu „Pittura metafisica“ („Metafizičko slikarstvo“). Radove nastale između 1915. i 1925. karakterišu teme i motivi ogoljene arhitekture u nerealističnoj perspektivi, uronjene u tajanstvenu atmosferu, bez ljudskih likova. U prikazima enterijera iz istog razdoblja zatiču se predmeti izmešteni iz svog prirodnog ili očekivanog konteksta, čime se postiže efekat nadrealnog. Javljaju se i uznemirujući klasični motivi (Hektor i Andromaha, (Ettore e Andromaca), 1917). Na motiv krojačke lutke, simbol savremenog čoveka, nadahnuo ga je „čovek bez lica“, lik iz drame njegovog brata, književnika i slikara Alberta Savinija. Oženio se 1924. prvom ženom, ruskom balerinom Raisom Gurevič, nakon čega su se zajedno preselili u Pariz. 1928. održao je svoju prvu izložbu u Njujorku, a ubrzo posle toga i u Londonu.
Godine 1930. upoznaje i svoju drugu ženu Izabelu Pasker Far sa kojom će ostati do kraja života i najzad se ponovo doseliti u Italiju, tačnije Rim gde će se i skrasiti 1944.
Dobio je nagradu od pisca Gijoma Apolinera, koji je pomogao da njegove radove upoznaju i kasniji nadrealisti. Tanguj je napisao kako je jednog dana 1922. video jednu od de Kirikovih slika u izlogu neke prodavnice slika, i od tog momenta je odlučio da postane slikar, iako nikada u životu nije držao četkicu! Drugi umetnici su potvrdili uticaj de Kirika uključujući umetnike kao što su Maks Ernst, Salvador Dali i Rene Magrit. De Kiriko je snažno uticao na pokret nadrealista. Mikelanđelo Antonini, italijanski filmski režiser je takođe tvrdio da je podstaknut de Kirikom. Fumito Ueda je kritički tvrdio da je i igra „Ico“ kao i njegov nastavak „Shadow of the Colossus“ za Playstation 2 nastala pod uticajem de Kirika. Veliki uticaj ostvario je na srpsku slikarku Milenu Pavlović Barili.
Kasnije de Kiriko je nastavio svoj metafizički način slikanja, a i počeo da slika mnogo realističnije, sa sve vise uspeha, otkrivajući i usavršavajući davno zaboravljene tehnike slikanja.
De Kiriko je takođe objavio roman 1925. pod nazivom "Hebdomeros", i autobiografski roman "Memorie della mia vita".

## Literatura
- Giorgio de Chirico (2000). Monsieur Dudron. Autobiographischer Roman. Bern: Gachnang & Springer. ISBN 978-3-906127-59-0.
- Giorgio de Chirico. Katalog #5 der Kestner-Gesellschaft zur Ausstellung 10. Juli-30. August 1970.
- Giorgio de Chirico: "Memorie della mia vita" JP Sluzbeni glasnik. 2009.  978-86-519-0058-0.

## Dodatna literatura
- Andreas Dorschel: 'Metaphysisch malen: Philosophie und Bild bei Giorgio de Chirico', in: Kunst und Wissen in der Moderne. Böhlau, Wien - Köln - Weimar, 2009. стр. 123–132..
- Werner Helwig: De Chirico: Metaphysische Periode. Mohn, Gütersloh 1962.
- Gerd Roos: Girogio de Chirico und seine Malerfreunde Fritz Gartz – Georgios Busianis – Dimitros Pikinos in München 1906–1909. In: Schmied, Wieland, Ross, Gerd: Giorgio de Chirico München 1906–1909. Akademie der Künste, München 1994. стр. 55–182..